# Poza Verde
Poza Verde är en ort i Mexiko.   Den ligger i kommunen San Luis Acatlán och delstaten Guerrero, i den södra delen av landet, 290 km söder om huvudstaden Mexico City. Poza Verde ligger 487 meter över havet och antalet invånare är 546.
Terrängen runt Poza Verde är lite bergig. Runt Poza Verde är det ganska glesbefolkat, med 34 invånare per kvadratkilometer. Närmaste större samhälle är Cuautepec, 11,7 km sydväst om Poza Verde. I omgivningarna runt Poza Verde växer i huvudsak lövfällande lövskog.